# Аллахвердієв Ельдар Гафарович
Ельдар Гафарович Аллахвердієв (нар. 28 червня 1978, Конотоп, Українська РСР, СРСР) — український футболіст, півзахисник, футзаліст.

## Ігрова кар'єра
У футбол почав грати в аматорській команді «Шахтар» (Конотоп). У 1997 році перейшов в відроджений у другій лізі «Борисфен», де, з перервами, грав до 2001 року.
У 1999 році провів у складі СК «Миколаїв» три матчі у вищій лізі чемпіонату України. Перший матч — 3 квітня 1999 року «Металург» (Маріуполь) — СК «Миколаїв», 3:0.
Далі виступав у клубах другої ліги «Рось» (Біла Церква) та «Десна» (Чернігів).
З 2004 року грав в аматорських і міні-футбольних командах.
Деякий час провів у командах четвертої та п'ятої ліг чемпіонату Польщі.